# Sanaaq
Sanaaq (titre original : ᓴᓈᕐᒃ) est un roman de l'autrice Inuk Mitiarjuk publié en caractères syllabiques inuktitut en 1984 puis traduit en français et en anglais. Il est le premier roman inuit à être écrit, mais il sera publié après Chasseur au harpon, de Markoosie Patsauq.

## Contexte de création
À la demande du missionnaire oblat Robert Lechat, Mitiarjuk débute l’écriture de récits racontant le quotidien de sa communauté dès les années 1950. À la suite du départ de Lechat, elle continuera a rédiger son roman au contact du missionnaire Joseph Méeus et terminera la seconde partie du roman dans les années 1960 alors que l'anthropologue Bernard Saladin d'Anglure effectue un terrain et des recherches à Kangiqsujuaq,. En 1970, Saladin d'Anglure rédige une thèse de doctorat intitulée Sanaaq, récit esquimau composé par Mitiaryuk dans le cadre d'un doctorat en ethnologie de l'École pratique des hautes études à Paris. L'entièreté du roman est alors publié à même cette thèse. Ce n’est qu'en 1984, qu’une première édition syllabique est publiée. Vers 1998, la traduction française est publiée à très petit tirage aux Presses du Collège de France et distribuée sous forme de polycopies. Il faut attendre 2002 pour qu’une édition en français soit publiée chez un éditeur. La traduction du roman s’est faite sur une période de près de 20 ans par Saladin d’Anglure. En 2014, la traduction française est traduite en anglais et publiée par les Presses de l'Université du Manitoba.

## Résumé
Le roman raconte la vie du personnage principal, Sanaaq, et de sa famille. Composé de 48 épisodes aux titres évocateurs, le roman se déroule à une période où les blancs sont de plus en plus présents au Nunavik soit entre les années 1930 et l'après-guerre. À travers les gestes du quotidien et les rencontres et relations de la protagoniste, nous apprenons des expressions et mots inuktituts. La première partie du roman relate surtout les réalités du quotidien inuit comme la chasse et la pêche, la fabrication de l'igloo, les saisons ou les relations familiales alors que la seconde partie se penche plus sur les relations avec les blancs qui s'installent au Nunavik pour y commercer ou pour convertir les habitants de la région.

## Personnages
- Sanaaq, la protagoniste
- Qumaq, fille de Sanaaq
- Arnatuinnaq, sœur cadette de Sanaaq
- Ningiukuluk, mère de Sanaaq et Arnatuinnaq
- Qalingu, mari de Sanaaq (seconde union)
- Kajualuk et Qirniq, les deux chiens de Sanaaq
- Irsutualuk, homme amoureux de Sanaaq, et son fils Angutikallaaluk
- Aqiarulaaq, sa conjointe Taqriasuk et leur fils Jiimialuk, des habitants de Ujararjuaq